# Mudżamma Hittin
Mudżamma Hittin (arab. مجمع حطين) – miejscowość w Syrii, w muhafazie Aleppo. W 2004 roku liczyła 7558 mieszkańców.